# Horné Dubové
Horné Dubové é um município da Eslováquia, situado no distrito de Trnava, na região de Trnava. Tem 7,28 km² de área e sua população em 2019 foi estimada em 385 habitantes.

## Demografia
| Ano:        | 1994 | 2004   | 2014   | 2024   |
| ----------- | ---- | ------ | ------ | ------ |
| Broj ljudi: | 381  | 366    | 379    | 353    |
| Razlika:    |      | -3,93% | +3,55% | -6,86% |

| Ano:               | 2023 | 2024   |
| ------------------ | ---- | ------ |
| Número de pessoas: | 359  | 353    |
| Diferença:         |      | -1,67% |